# Passalus umbriensis
Passalus umbriensis is een keversoort uit de familie Passalidae. De wetenschappelijke naam van de soort is voor het eerst geldig gepubliceerd in 1950 door Hincks.